# Редок, Иван Анисимович
Иван Анисимович Редок (13.02.1926, Алтайский край — 09.05.1978 Алма-Ата) — командир отделения 72-го гвардейского стрелкового полка, гвардии сержант — на момент представления к награждению орденом Славы 1-й степени.

## Биография
Родился 13 февраля 1926 года в селе Лебедиха Панкрушихинского района Алтайского края. Окончил 7 классов. Воспитывался в детском доме, на станции Ерофей Павлович. Работал в колхозе «Первомайск», был секретарем комсомольской организации.
В мае 1943 года был призван в Красную Армию. На фронте в Великую Отечественную войну с августа 1944 года. Воевал на 1-м, 3-м Прибалтийских, 3-м Белорусском фронтах. Участвовал в боях за освобождение Прибалтики, в разгроме врага в Восточной Пруссии. Боевое крещение принял в составе 89-го стрелкового полка.
27 сентября 1944 года в бою за населенный пункт Завада ефрейтор Редок спас жизнь командиру взвода и вынес его с поля боя. Огнём из автомата сразил 3-х противников.
Приказом от 17 октября 1944 года ефрейтор Редок Иван Анисимович награждён орденом Славы 3-й степени.
Наступление продолжалось. 20 ноября в боях за станцию Вайнёде был ранен. Только в феврале 1945 года вернулся на фронт. В свою часть не попал. Был зачислен стрелком в 72-й гвардейский стрелковый полк 24-й гвардейской стрелковой дивизии.
20 февраля 1945 года в бою за населенный пункт Лендорф гвардии ефрейтор Редок под сильным огнём противника, увлекая за собой солдат роты, первым поднялся в атаку и тем самым способствовал овладению населенным пунктом.
Приказом от 10 марта 1945 года гвардии ефрейтор Редок Иван Анисимович награждён орденом Славы 3-й степени повторно.
Наступление продолжалось. В районе населенного пункта Циммербуде 3-й стрелковый батальон не сумел с ходу прорвать заранее укрепленный рубеж противника и залег. Гвардии ефрейтор Редок с группой бойцов обошел с фланга позиции противников и ворвался в первую линию траншей. Бойцы захватили пулемет, блокировали дзот и выбили врага из траншеи. Своими действиями способствовали овладению населенным пунктом.
В ночь на 26 апреля 1945 года гвардии сержант Редок первым с отделением переправился в составе десанта на косу Фрише-Нерунг западнее города Пиллау. Когда под огнём противника часть катеров с десантом замедлила ход, а некоторые стали тонуть, Редок первым бросился в воду направляясь к берегу, за ним последовало отделение. Гвардейцы первыми высадились на берег, и в завязавшемся рукопашном бою отделение уничтожило 15 противников, а 8 захватило в плен.
Отделение Редока обошло сильно укрепленный пункт на высоте с отметкой 11,8 и открыло по нему огонь с тыла. Противники стали сдаваться в плен. Вскоре пятьдесят немецких солдат и офицеров стояли с поднятыми руками перед советскими воинами. Командир полка гвардии майор Бельчиков, представляя гвардии сержанта к ордену Красного Знамени, писал: «Смелыми и решительными действиями товарищ Редок способствовал успеху выполнения боевой задачи, стоящей перед полком». Командующий войсками 2-й гвардейской армии гвардии генерал-лейтенант П. Г. Чанчибадзе изменил представление.
Приказом по войскам 2-й гвардейской армии от 25 мая 1945 года гвардии сержант Редок Иван Анисимович награждён орденом Славы 2-й степени.
Войну закончил в Восточной Пруссии. Участник Парада Победы в июне 1945 года. Член ВКП/КПСС с 1945 года.
После войны остался в армии. Долгое время служил в частях Московского военного округа, передавая свой боевой опыт молодым воинам. В 1948 году о нём, как об отличнике боевой и политической подготовки, писали в окружной газете. В 1950 году успешно окончил курсы лейтенантов, стал офицером. В апреле 1961 года в звании капитана по возрасту уволен в запас.
Указом Президиума Верховного Совета СССР от 27 февраля 1958 года в порядке перенаграждения Редок Иван Анисимович награждён орденом Славы 1-й степени. Стал полным кавалером ордена Славы.
После увольнения в запас приехал в город Алма-Ату, на родину фронтового друга, погибшего в Кенигсберге, Тулена Кабилова. Более десяти лет работал в Алма-Атинском производственном объединении пассажирского автотранспорта инженером по снабжению.
Скончался 9 мая 1978 года.
Награждён орденом Отечественной войны 2-й степени, Красной Звезды, Славы 3-х степеней, медалями.

## Награды
- орден Отечественной войны II степени (2.06.1945)[1]
- Орден Красной Звезды(21.04.1945)[2]
- орден Славы I степени(27 февраля 1958 года)
- орден Славы II степени(12.05.1945)[3]
- орден Славы III степени (12.09.1944)[4]
  - медали, в том числе:
  - «За взятие Кёнигсберга» (9.6.1945)
  - «В ознаменование 100-летия со дня рождения Владимира Ильича Ленина» (6 апреля 1970)
  - «За победу над Германией в Великой Отечественной войне 1941—1945 гг.» (9.5.1945)[5]
  - «20 лет Победы в Великой Отечественной войне 1941—1945 гг.» (7 мая 1965[6])
  - «30 лет Победы в Великой Отечественной войне 1941—1945 гг.»[7]
  - Медаль «Сорок лет Победы в Великой Отечественной войне 1941—1945 гг.»[8]
  - Юбилейная медаль «50 лет Победы в Великой Отечественной войне 1941—1945 гг.»[9]
  - «Ветеран труда»
  - «30 лет Советской Армии и Флота»[10]
  - «40 лет Вооружённых Сил СССР»[11]
  - «50 лет Вооружённых Сил СССР» (26 декабря 1967[12])
  - «60 лет Вооружённых Сил СССР» (28 января 1978[13])

- Знак «25 лет победы в Великой Отечественной войне» (1970)

## Память
Его имя увековечено на Мемориале Славы в городе Барнауле.